# Wikipedia słowackojęzyczna
Wikipedia słowackojęzyczna (słow. Slovenská Wikipédia) – słowackojęzyczna edycja Wikipedii, uruchomiona w październiku 2003 roku, aktywnie działająca jednak dopiero od lata 2004. We wrześniu 2005 roku liczba jej artykułów przekroczyła 15 000, w sierpniu 2006 było ich już 50 000. 27 sierpnia 2008 słowacka Wikipedia osiągnęła 100 000 artykułów, a 5 lutego 2015 – 200 000. Na dzień 16 września 2008 roku była na 23 pozycji wśród największych edycji językowych Wikipedii na świecie i czwartej wśród edycji w językach słowiańskich.

## Galeria

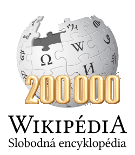
Logo słowackiej Wikipedii po osiągnięciu 200 000 artykułów